# Едді Преслі
Едді Преслі (англ. Eddie Presley) — драматичний фільм американського режисера Джеффа Барра.

## Сюжет
Історія безталанного двійника Елвіса Преслі, який вирішив підготувати своє тріумфальне повернення на сцену в образі короля рок-н-ролу.
Едді Преслі успішний власник мережі піцерій. Але проти волі свого батька і матері, він вирішує продати свій бізнес для того, щоб здійснити свою давню мрію: стати двійником Елвіса Преслі. Кілька років він живе у своєму фургоні і відчайдушно працює. Після того, як бос звільняє його з посади нічного сторожа, в Едді з'являється можливість спати вночі. Незабаром він все-таки домагається концерту в зубожілому голлівудському барі. Після технічного збою, він продовжує відкривати свою душу аудиторії в імпровізаційній моновиставі, де він зізнається, що провів час у психіатричній лікарні через те, що страждав розумовим розладом. Тим часом, в його особистому житті теж все погано: його обманює подруга, яка закінчує тим, що починає зніматися в порнографії, залишаючись непоміченою товаришем по службі, в якого вона щиро закохана.

## У ролях
- Дуан Вайтакер — Едді Преслі
- Роберт Лауден — Спрей Пейнтер
- Рік Аскью — бездомний чоловік
- Енріке Енджел Торрес — бездомний чоловік на сходах
- Патрік Л. Зіммерман — кухар
- Клу Гулагер — Сід
- Мелісса Купер — починаюча актриса 1
- Стейсі Буржуа — Тирані
- Джулі Род-Браун — Фоксі
- Лі Зіммерман — вуличний ляльковод
- Вілл Г'юстон — Ейс
- Іан Огілві — капітан Старч
- Расті Кандіфф — охоронець
- Джілберто Родрігез — охоронець
- Джоель Вайсс — охоронець
- Майкл Тірні — охоронець
- Дон До — охоронець
- Джефф Барр — охоронець
- Віллард Е. Паг — Нік
- Гарій Джеймс — Беккі
- Тед Реймі — Скутер
- Бренда Лівітт — покоївка
- Ларрі Лайлс — Смокі
- Деніел Робак — Keystone the Magnificent
- Роско Лі Браун — Док
- Марша Дітлайн — починаюча актриса 2
- Лоуренс Тірні — Джо Вест
- Бадді Деніелс — бомж
- Патрік Томас — Рон черевомовець / Папуга
- Том Еверетт — містер Спайт
- Тім Томерсон — комік
- Чарльз Брайант — гурт Едді
- Кларк Прінц — гурт Едді
- Блейз Делакруа — гурт Едді
- Деніел Гросс — гурт Едді
- Том Денолф — саєнтолог
- Маріанн Гейґен — починаюча актриса 3
- Шеллі Десаі — Воллі
- Джон Лазар — водій лімузина
- Норм Вілсон — черговий лікар
- Бетті Данші — черговий лікар
- Ширлі Денолф — черговий лікар
- Пол Ікенсон — черговий лікар
- Жаклін Гаттон — черговий лікар
- Керол Кларк — офіціантка
- Чак Вільямс — Кевін в кабіні
- Джо Естевез — батько Едді
- Барбара Вайтакер — мати Едді
- Барбара Патрік — дружина Едді
- Грегорі Пекер — син Едді
- Ніколь Гаррісон — Burger World Counter Girl
- Ден Зуковіч — менеджер
- Роберт Нотт — поліцейський
- Р.Е. Міхайлофф — псиз в притулку
- Джо Рубін — пацієнт психіатричної лікарні
- Майкл Шамус Вайлз — пацієнт психіатричної лікарні
- Скот Кукендел — пацієнт психіатричної лікарні
- Дерін Скотт — пацієнт психіатричної лікарні
- Кендес Рейд — пацієнт психіатричної лікарні
- Жанне Вон Декі-Барр — пацієнт психіатричної лікарні
- Пол Рогус — пацієнт психіатричної лікарні
- Дарлен Гартман — пацієнт психіатричної лікарні
- Френк ДеАнджело — пацієнт психіатричної лікарні
- Квентін Тарантіно — служник психіатричної лікарні
- Брюс Кемпбелл — служник психіатричної лікарні
- Кіттен Натівідад
- Баджа Джола — робітник хімчістки (в титрах не вказаний)
- Аннетт Мерфі — офіціантка (в титрах не вказана)